# Battaglia di Henderson Field
La battaglia di Henderson Field avvenne tra il 23 - 26 ottobre 1942 a Guadalcanal nelle isole Salomone. La battaglia, parte del teatro del Pacifico della seconda guerra mondiale, avvenne per terra, mare e aria e vide la contrapposizione tra l'Impero giapponese e gli Alleati (principalmente marines e soldati statunitensi). La battaglia fu il terzo attacco terrestre condotto dai giapponesi durante la campagna di Guadalcanal.
Le forze statunitensi, al comando del maggior generale Alexander Vandegrift, riuscirono a respingere l'attacco della 17ª armata giapponese, al comando del tenente generale Harukichi Hyakutake, che tentava di penetrare nel perimetro attorno alla base aerea di Henderson Field. Quest'ultima era stata catturata ai giapponesi da parte degli alleati durante gli sbarchi avvenuti il 7 agosto dello stesso anno. Le forze di Hyakutake vennero inviate con il compito di rispondere a questi sbarchi riconquistando la base e respingendo i nemici dall'isola.
I soldati di Hyakutake condussero diversi assalti nell'arco di tre giorni in varie posizioni lungo il perimetro, ma vennero tutti respinti con gravi perdite per i giapponesi. Contemporaneamente, gli aerei alleati operativi dalla base difesero con successo le posizioni statunitensi dagli attacchi aerei e navali nemici.
La battaglia rappresentò l'ultima offensiva terrestre condotta dalle forze giapponesi a Guadalcanal. Dopo un ulteriore tentativo di portare rinforzi durante la battaglia navale di Guadalcanal nel mese di novembre, il Giappone accettò la perdita dell'isola ed evacuò le forze restanti entro la prima settimana di febbraio del 1943.

## Situazione strategica

### Campagna di Guadalcanal
Il 7 agosto 1942, le forze alleate (principalmente statunitensi) sbarcarono a Guadalcanal, a Tulagi situata poco al largo della costa meridionale delle isole Florida e nelle isole Salomone. Con questa operazione, gli Stati Uniti intendevano impedire l'impiego di queste posizioni come basi militari nemiche, che potevano minacciare le rotte di rifornimento con l'Australia, e mettere in sicurezza le isole per poter stabilire delle proprie basi e isolare la grande base nipponica di Rabaul, supportando contemporaneamente la campagna della Nuova Guinea. Gli sbarchi iniziarono la campagna alleata a Guadalcanal, che durò sei mesi.
Prendendo il Giappone di sorpresa, con il giungere dell'oscurità del giorno 8 agosto, le 11 000 truppe alleate, al comando di Alexander Vandegrift, misero in sicurezza Tulagi e le piccole isole vicine. Inoltre catturarono una base aerea in costruzione nei pressi di Lunga Point a Guadalcanal. Essa venne successivamente chiamata Henderson Field dalle forze alleate. Gli aerei che operarono successivamente dalla base formarono quella che venne ribattezzata Cactus Air Force, a seguito del nome in codice assegnato dagli alleati a Guadalcanal. Per proteggere la base venne stabilito un perimetro di difensivo attorno a Lunga Point.
I quartier generali imperiali giapponesi assegnò alla 17ª Armata giapponese, stanziato a Rabaul e al comando del tenente generale Harukichi Hyakutake, il compito di riprendere il controllo di Guadalcanal. A partire dal 19 agosto, diverse unità dell'armata iniziarono a giungere sull'isola con il compito di scacciare le forze alleate.

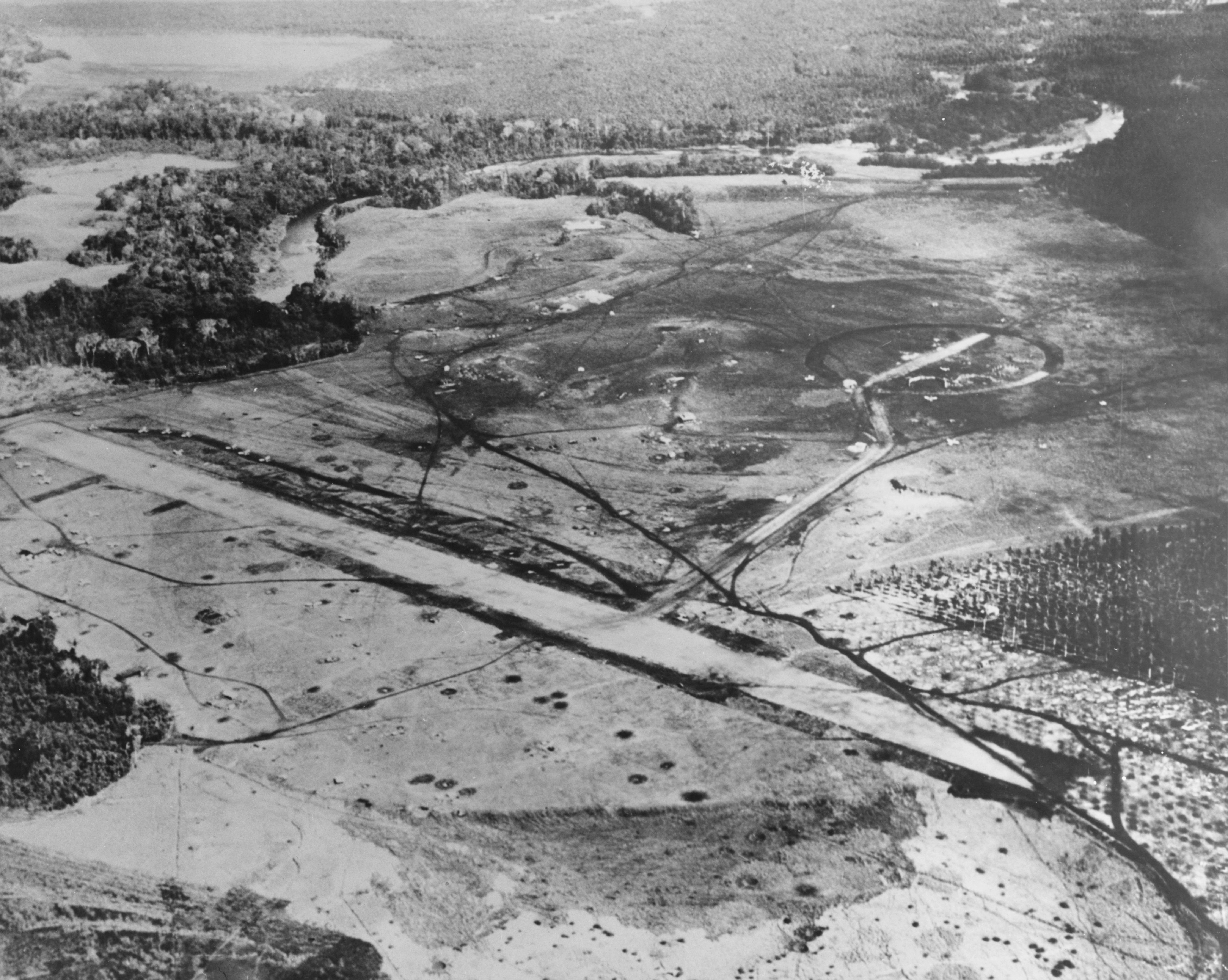
Henderson Field a Guadalcanal nel tardo agosto 1942, poco dopo l'inizio delle operazioni degli aeronautica alleata

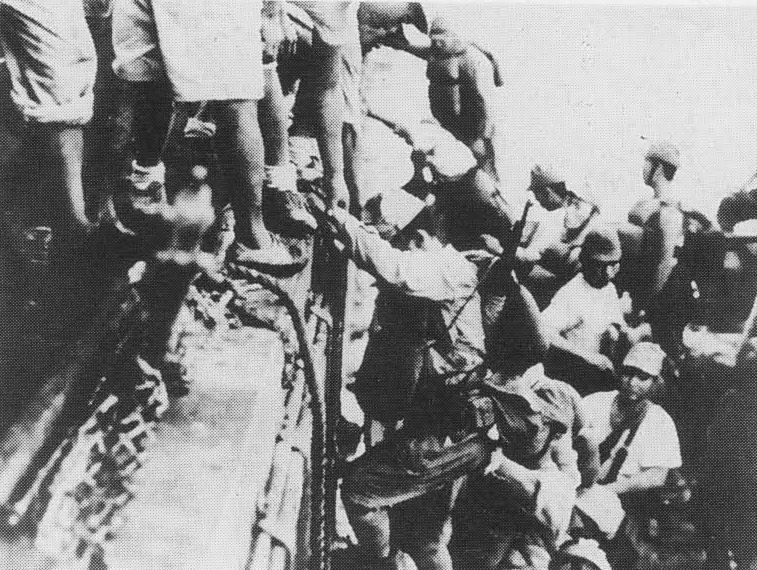
Soldati giapponesi caricati sul Tokyo Express.

A causa della minaccia costituita dagli aerei di Henderson, i giapponesi non furono in grado di impiegare le grandi e lente navi da trasporto per l'invio delle truppe. Vennero impiegate delle navi da guerra di base a Rabaul per il trasferimento dei soldati e dei rifornimenti a Guadalcanal. Il Giappone impiegò principalmente incrociatori leggeri o cacciatorpediniere dell'8ª Flotta, al comando del viceammiraglio Gun'ichi Mikawa, in grado di percorrere lo "Slot" (un tratto di mare tra e Guadalcanal) in una sola notte, minimizzando l'esposizione agli attacchi degli aerei alleati. Tuttavia, questo metodo impediva il trasporto della maggior parte dell'equipaggiamento pesante e dei rifornimenti, come artiglieria pesante, veicoli, parte di cibo e munizioni. Queste veloci navi da guerra vennero utilizzate per tutta la campagna e furono chiamate dagli alleati Tokyo Express.
Il primo tentativo giapponese di ricatturare la base di Henderson fallì con la sconfitta di una forza di 917 soldati il 21 agosto nella battaglia del Tenaru. Successivamente, dal 12 al 14 settembre con l'invio del distaccamento di Kawaguchi, composto da circa 6 000 soldati, al comando di Kiyotake Kawaguchi. Dop la sconfitta nella Battaglia di Edson's Ridge, Kawaguchi e le truppe sopravvissute si raggrupparono ad ovest del fiume Matanikau.
Hyakutake iniziò immediatamente a prepararsi per una nuova offensiva. Il piano prevedeva il supporto della marina imperiale che, oltre a fornire l'invio di truppe, equipaggiamento e rifornimenti, avrebbe compiuto bombardamenti e attacchi aerei alla base.
Quando i soldati giapponesi si raggrupparono, le forze statunitensi si concentrarono nella riorganizzazione e nel rafforzamento delle difese. Il 18 settembre un convoglio di navi alleate portò 4 157 soldati del 7º reggimento marines, che precedentemente faceva parte della 4ª brigata marines. Questi rinforzi permisero a Vandegrift di stabilire una linea difensiva inviolata attorno al perimetro.
Vandegrift e i suoi ufficiali erano al corrente del ritiro delle truppe di Kawaguchi nell'area ad ovest di Matanikau e che numerosi gruppi di soldati erano sparpagliati nella regione situata tra il perimetro Lunga e il fiume Matanikau. Vandegrift decise quindi di condurre una serie di azioni nella valle Matanikau.

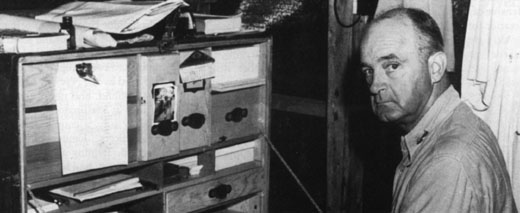
Il generale Vandegrift nella sua tenda di comando a Guadalcanal

La prima operazione statunitense contro le forze nipponiche ad ovest di Matanikau venne condotta tra il 23 e il 27 settembre 1942 da parte di soldati appartenenti a tre battaglioni dei marines. Essi vennero respinti dalle truppe di Kawaguchi al comando locale del Colonnello Akinosuke Oka. Nell'azione successiva, tra il 6 e il 9 ottobre, un gruppo maggiore di marines attraversò il fiume Matanikau, attaccò le forze giapponesi della 2ª divisione fanteria (Sendai) appena sbarcate, al comando dei generali Masao Maruyama e Yumio Nasu, infliggendo pesanti perdite al 4º reggimento fanteria (chiamato distaccamento Aoba). I giapponesi dovettero ripiegare e abbandonare le posizioni ad est di Matanikau.
Nel frattempo, il maggior generale Millard Harmon, comandante dell'esercito statunitense nel Pacifico Meridionale, convinse il vice ammiraglio Robert Ghormley, comandante delle forze alleate nella stessa regione, che i marines a Guadalcanal avevano bisogno di rinforzi immediati per resistere alla successiva offensiva giapponese. Il 13 ottobre, un convoglio navale inviò una forza di 2 837 soldati, provenienti dal 164º reggimento, una formazione della guardia nazionale del Nord Dakota appartenente alla divisione statunitense.
Le navi di Mikawa condussero trasferimenti notturni di soldati e materiali sull'isola di Guadalcanal: tra il 1º e il 17 ottobre sbarcarono 15 000 truppe, costituite dal resto della 2ª divisione e un reggimento della 38ª divisione. Inoltre vennero trasportate munizioni, equipaggiamento, artiglieria e i carri armati della 1ª Compagnia carri indipendente. Mikawa inviò in diverse occasioni degli incrociatori pesanti per bombardare la base di Henderson. Una di queste spedizioni, nella notte dell'11 ottobre, le navi giapponesi vennero intercettate e sconfitte dalle forze navali statunitensi nella Battaglia di capo Speranza.

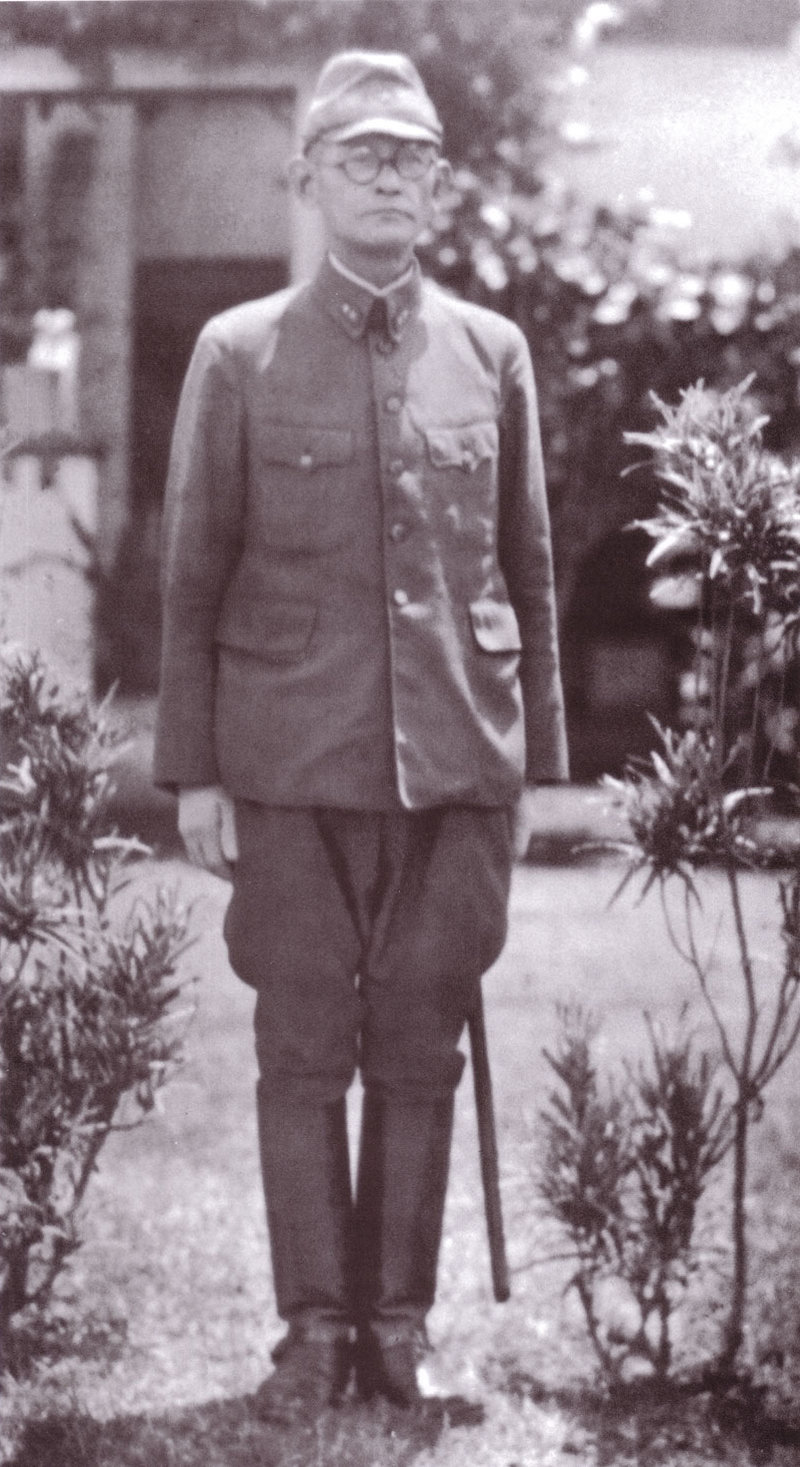
Il generale Harukichi Hyakutake di fronte ai suoi quartier generali a Rabaul primo della missione a Guadalcanal

Il 13 ottobre, la Flotta Combinata al comando di Isoroku Yamamoto inviò una forza navale da Truk, guidata da Takeo Kurita per proteggere un importante convoglio di sei lenti navi da carico, e bombardare la base di Henderson. La flotta di Kurita, costituita dalle navi da battaglia Kongo e Haruna, scortate da un incrociatore leggero e nove cacciatorpediniere, si avvicinarono a Guadalcanal senza incontrare resistenza ed aprirono il fuoco sul perimetro Lunga. Il bombardamento, che colpì un'area di 2 200 m2 con 973 proiettili da 355 mm, durò per 1 ora e 23 minuti e danneggiò gravemente due piste, bruciò quasi tutto il carburante disponibile, distrusse 48 aerei e uccise 41 persone, tra cui sei aviatori.
Nonostante il grave danno, il personale della base fu in grado di ripristinare una delle due piste entro poche ore. Nelle settimane successive, gli Alleati inviarono a Guadalcanal aerei, aviatori e carburante, per ricostituire la Cactus Air Force. Osservando gli invii di truppe e di rifornimenti giapponesi, le forze alleate prevedettero una imminente offensiva delle forze di terra giapponesi, anche se non riuscirono a capire il luogo e il momento dell'attacco.

### Movimento delle truppe
A causa della perdita delle posizioni nella parte orientale di Matanikau, i giapponesi decisero che un attacco alle difese statunitensi lungo la costa sarebbe stato proibitivo. Quindi, dopo aver osservato le difese attorno a Lunga Point, Hyakutake stabilì che l'offensiva principale dell'attacco sarebbe avvenuta da sud. La sua 2ª divisione (rinforzata da truppe della 38ª divisione), al comando di Masao Maruyama e formata da 7 000 soldati suddivisi in tre reggimenti fanteria di tre battaglioni ciascuno, ricevette l'ordine di marciare lungo la giungla e attaccare le difese statunitensi da sud, nei pressi del lato orientale del fiume Lunga. La 2ª divisione venne divisa in tre unità: l'unità di sinistra al comando di Yumio Nasu comprendeva il 29º reggimento fanteria, l'unità di destra al comando di Kiyotake Kawaguchi, costituita dal 230º reggimento (della 38ª divisione) e la divisione di riserva guidata da Maruyama composta dal 16º reggimento. La data dell'attacco venne fissata al 22 ottobre. Per distrarre le forze alleate, l'artiglieria pesante di Hyakutake, oltre a cinque battaglioni di fanteria (circa 2 900 soldati) al comando di Tadashi Sumiyoshi dovevano condurre un attacco da ovest lungo il corridoio costiero. I giapponesi tuttavia stimarono che fossero presenti 10 000 truppe statunitensi, quando in realtà ne erano presenti circa 23 000.
Il perimetro Lunga era difeso da quattro reggimenti statunitensi costituiti da 13 battaglioni fanteria. Il 164º reggimento controllava il settore più orientale. Da esso verso ovest lungo Edson's Ridge fino al fiume Lunga era presente il 7º reggimento. Il 1º e il 5º reggimento invece coprivano il settore ad ovest di Lunga fino alla costa. A difesa della foce di Matanikau erano presenti due battaglioni al comando di William J. McKelvy. Le forze di McKelvy erano separate dal perimetro Lunga da un varco coperto da pattuglie.

## Battaglia

### Preludio

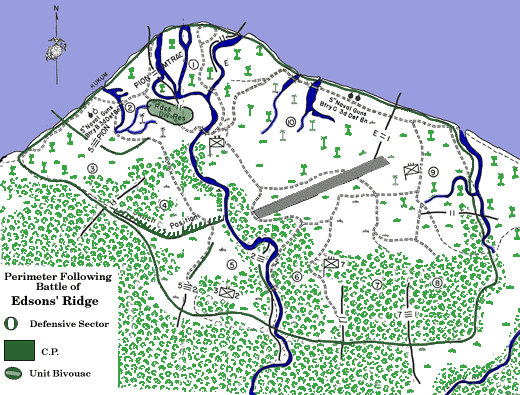
Il perimetro Lunga attorno alla base di Henderson nel tardo settembre 1942, prima dell'arrivo del 146º reggimento fanteria. Il fiume Lunga scorre attraverso il centro della mappa, mentre il fiume Matanikau è fuori dalla mappa a sinistra

Il 12 ottobre una compagnia di ingegneri nipponici iniziò a tracciare una strada, chiamata la "strada Maruyama", da Matanikau verso le posizioni a sud del perimetro. La strada, della lunghezza di 15 miglia (24 km), attraversava i terreni più difficili presenti a Guadalcanal, tra cui numerosi fiumi, burroni profondi e fangosi, creste ripide e una densa giungla. Tra il 16 e il 18 ottobre, la 2ª Divisione si mise in marcia, guidata dall'unità di Nasu e seguita da quelle di Kawaguchi e di Maruyama. Ad ogni soldato venne ordinato di trasportare un proiettile di artiglieria, oltre al proprio zaino e al fucile.
Maruyama raggiunse il fiume Lunga nella prima mattinata del giorno 20. Credendo che le proprie unità fossero a circa 4 miglia (6 km) a sud della base aerea, ordinò alle unità destra e sinistra di avanzare parallelamente verso le linee statunitensi e impostò l'istante dell'attacco per le ore 18:00 del giorno 22. Tuttavia Maruyama era in errore: lui e le sue truppe erano in realtà a 8 miglia (13 km) a sud della base statunitense. Nella sera del 21, Maruyama si accorse che le unità non potevano giungere in posizione il giorno successivo, e ritardò l'attacco al giorno 23 e dimezzò le razioni dei soldati, che erano in diminuzione. Al giungere della notte del 22 ottobre, la maggior parte della 2ª divisione era ancora nella strada Marayama. Marayama tuttavia non propose alcun ulteriore rinvio dell'attacco.
Durante questo intervallo di tempo, Sumiyoshi preparò il suo attacco da ovest. Il 18 ottobre iniziò a colpire la base di Henderson con 15 obici Type 96 da 150 mm. Il resto del 4º reggimento alla guida del colonnello Nomasu Nakaguma iniziò a raggrupparsi nei pressi di Point Cruz (nella costa ad ovest di Matanikau). Il colonnello Akinosuka Oka, il giorno 19, guidò i 1 200 soldati del suo 124º reggimento verso l'entroterra attraverso Matanikau e verso le colline ad est del fiume.
Il 23 ottobre, le forze di Maruyama cercavano di raggiungere le posizioni attraverso la giungla. Kawaguchi, di propria iniziativa, iniziò a spostare la sua unità destra verso est, pensando che le difese fossero più deboli in quel punto. Maruyama ordinò a Kawaguchi attraverso un suo ufficiale di mantenere il piano di attacco originale. Quando Kawaguchi rifiutò, venne sollevato dal comando e sostituito dal colonnello Shōji Toshinari, comandante del 230º Reggimento. Quella sera, dopo aver appreso che le unità di destra e di sinistra stavano ancora cercando di raggiungere le posizioni statunitensi, Hyakutake rinviò l'attacco per le ore 19:00 del 24 ottobre. I marines rimasero completamente all'oscuro dell'avvicinamento delle forze di Maruyama.
L'11ª flotta giapponese, al comando di Jin'ichi Kusaka e con base a Rabaul, inviò 16 bombardieri G4M "Betty" e 28 caccia Mitsubishi A6M "Zero" per attaccare la base. In risposta, da Henderson si alzarono in volo 24 Wildcat e quattro P-39. Quando i due gruppi di aerei si incontrarono, diedero luogo ad "uno dei maggiori combattimenti aerei (dogfight) sopra a Guadalcanal". Sembra che i giapponesi persero diversi aerei nel combattimento, ma le perdite effettive sono sconosciute. La CAF perse un Wildcat ma il pilota si salvò senza riportare ferite.

### Attacco di Nakaguma
Quando Sumiyoshi venne informato dagli ufficiali di Hyakutake del rinvio dell'offensiva al 24 ottobre, non riuscì a contattare Nakaguma per informarlo del ritardo. Quindi, al crepuscolo del 23 ottobre, due battaglioni del 4º Reggimento fanteria di Nakaguma e dieci carri armati della 1ª Compagnia carri indipendente lanciarono un attacco alle linee difensive alla foce del fiume Matanikau. Il comandante Maeda, a capo della compagnia di carri, fece presente che i suoi carri non avrebbero trovato riparo nel terreno aperto che caratterizzava la foce del Matanikau, proponendo piuttosto un intervento dei suoi equipaggi dopo l'assalto delle fanterie supportate dall'artiglieria. La proposta venne respinta a causa della scarsità di colpi d'artiglieria.

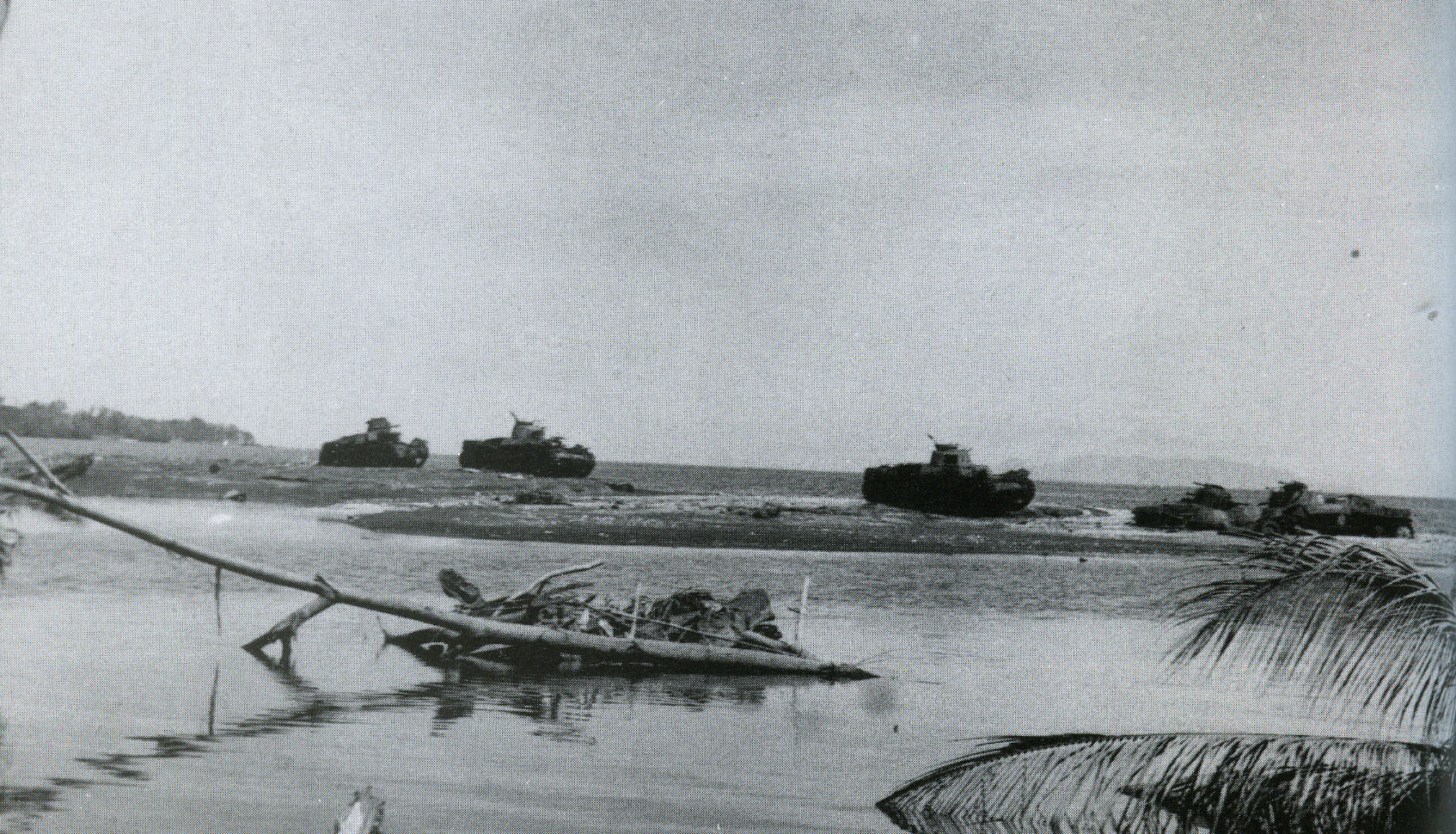
Resti della 1ª compagnia carri giapponese alla foce del fiume Matanikau

Alle 14:30 i carri di Maeda si misero in moto. Ben presto un carro si ruppe, e a circa 450 m dalle linee nemiche iniziarono a piovere tutt'attorno i colpi d'artiglieria che obbligarono la fanteria nipponica a sparpagliarsi nella giungla, lasciando i carri senza protezione. Nonostante la situazione, i comandanti dei plotoni carri decisero comunque di procedere, e alle 17:00 attaccarono in coppia lungo il cordone litorale all'imboccatura del fiume Matanikau dietro uno sbarramento di artiglieria. Le ricognizioni avanzate dei giorni precedenti avevano messo in allerta gli artiglieri statunitensi, e tutti i nove carri vennero distrutti velocemente dai cannoni anticarro M3 da 37 mm. Dei quarantaquattro carristi partiti per l'assalto ne sopravvissero solo diciassette, di cui sette tornarono feriti. Allo stesso momento, quattro battaglioni di artiglieria dei marines, che comprendeva 40 obici, spararono oltre 6 000 colpi nell'area compresa tra Point Cruz e Matanikau, causando gravi perdite nei battaglioni di Nakaguma quando tentavano ad avvicinarsi alle linee alleate. L'attacco di Nakaguma si arrestò alle 01:15 del 24 ottobre, infliggendo solo leggere perdite e senza conquistare terreno.
Come parziale risposta agli attacchi di Nakaguma, il 24 ottobre, venne inviato a Matanikau il 2º battaglione marine al comando del tenente colonnello Herman H. Hanneken. Dopo aver avvistato le forze di Oka in avvicinamento alle posizioni statunitensi da sud, il battaglione di Hanneken venne posizionato su una cresta rivolta a sud, che formava una estensione continua del fianco interno delle difese statunitensi, a forma di ferro di cavallo. Tuttavia era presente ancora un varco tra il fianco sinistro (ad est) di Hanneken e il perimetro principale.

### Primo attacco di Maruyama al perimetro
Con il ridispiegamento del battaglione di Hanneken, la difesa dell'intera linea sul lato meridionale del perimetro ad est del fiume Lunga, della lunghezza di 2 500 iarde (2 286 m), fu lasciata interamente al 1º battaglione, 7° marines. Il 24 ottobre, delle pattuglie di marine rilevarono le forze di Maruyama in avvicinamento, ma non fu possibile modificare le posizioni delle truppe, poiché la giornata volgeva al termine.

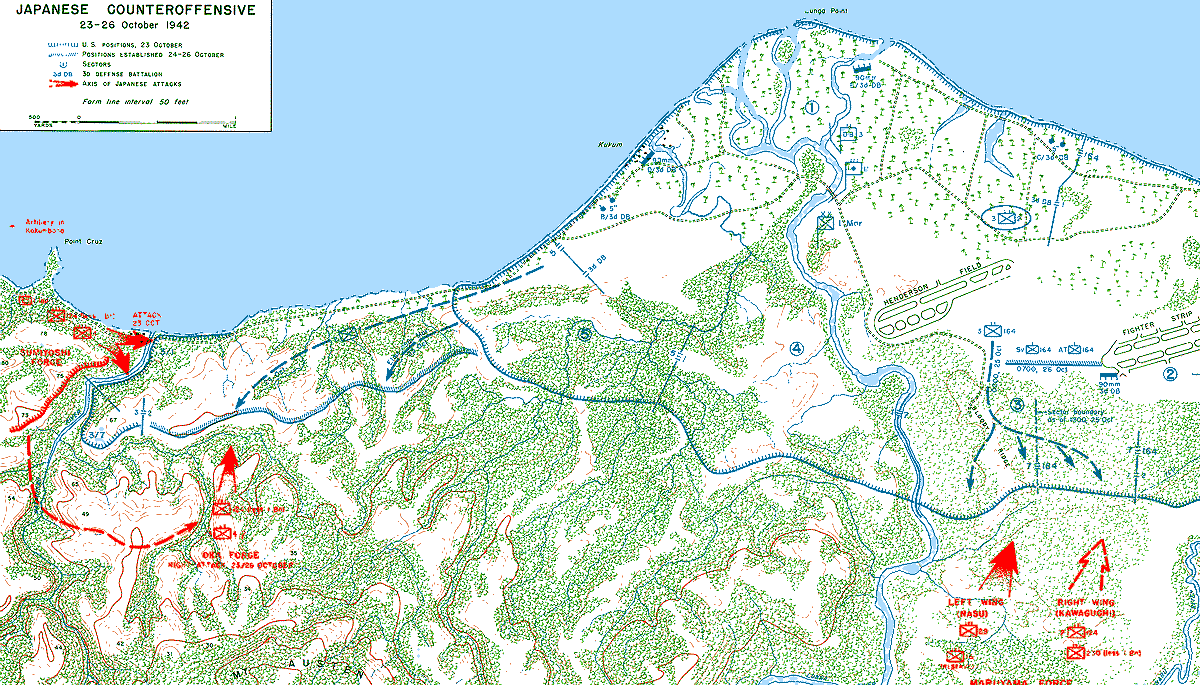
Mappa della battaglia, 23 - 26 ottobre. Sumiyoshi e Oka attaccarono ad ovest nei pressi di Matanikau (a sinistra), mentre la 2ª divisione di Maruyama attaccò il perimetro Lunga da sud (a destra)

Alle 14:00 del 24 ottobre, le ali a destra e a sinistra iniziarono a dispiegarsi per l'attacco. Le truppe Maruyama disponevano poco supporto dell'artiglieria e dei mortai, avendo abbandonato l'equipaggiamento pesante lungo la strada Maruyama. Tra le 16:00 e le 21:00 cadde una forte pioggia, che ritardò l'avvicinamento delle truppe e causò molta confusione nelle formazioni nipponiche, già esauste dalla lunga marcia attraverso la giungla. L'ala sinistra di Shoji si spostò accidentalmente muovendosi parallelamente alle linee dei marines, e solo un battaglione prese contatto con le difese statunitensi. Il 1º battaglione, 230º reggimento si imbatté nelle linee di Puller alle 22:00 e venne sconfitto. Per ragioni sconosciute, gli ufficiali di Maruyama riferirono a Hyakutake che le truppe di Shoji avevano sfondato le linee nemiche. Alle 00:50 del 25 ottobre Hyakutake comunicò a Rabaul che "poco prima delle 23:00, l'ala destra ha catturato la base aerea".
In quel momento, l'ala sinistra di Nasu riuscì finalmente a raggiungere le difese dei marines. Alle 00:30, l'11ª compagnia del 3º battaglione, al comando del Capitano Jiro Katsumata trovò e attaccò la compagnia A del battaglione di Puller. L'offensiva di Katsumata venne ostacolata da una densa linea di filo spinato posta davanti alla linea statunitense e dal fuoco pesante dei mitragliatori, mortai e dal fuoco dell'artiglieria. Allo 01:00, i marine avevano ucciso la maggior parte soldati di Katsumata.
Ad ovest, la 9ª compagnia del 3º battaglione di Nasu procedette alla carica direttamente nella compagnia C alle 01:15. In cinque minuti, una sezione di mitragliatori comandata dal Sergente John Basilone annichilì praticamente tutta la 9ª compagnia giapponese. Alle 01:25 le rotte di approvvigionamento e i punti di raduno delle truppe vennero colpiti duramente dall'artiglieria dei marines, causando gravi perdite.
Comprendendo che era in corso un grande attacco nemico, Puller richiese rinforzi. Alle 03:45, il 3º battaglione, 164ª divisione fanteria, comandata dal Tenente colonnello Robert Hall venne inviata da Puller. Nonostante l'oscurità e la pioggia battente ad intermittenza, le truppe furono dispiegate con successo nelle linee di Puller prima del giorno successivo.
Dopo prima dell'alba, il Colonnello Masajiro Furimiya, comandante della 29ª divisione fanteria, con due compagnie del 3º battaglione, oltre agli ufficiali del suo quartier generale, fu in grado di penetrare attraverso il fuoco di artiglieria e raggiungere le linee di Puller alle 03:30. La maggior parte dei soldati giapponesi perse la vita nell'assalto, ma un centinaio sfondarono la linea e crearono una sacca profonda 100 iarde (91 m) e larga 150 iarde (137 m) al centro del settore statunitense. Dopo l'alba, il 2º battaglione di Furijima si unì nell'attacco, ma venne respinto. Alle 07:30 Nasu decise di ritirare la maggior parte dei soldati sopravvissuti verso la giungla e prepararsi per un altro attacco nella notte.
Durante il 25 ottobre, i marines di Puller attaccarono e eliminarono la sacca, cacciando i piccoli gruppi di soldati infiltrati e uccidendo 104 uomini. Il primo attacco al perimetro costò la vita a più di 300 soldati di Maruyama. Alle 04:30 Hyakutake rettificò il messaggio precedente che annunciava la presa di Henderson, ma alle 07:00 comunicò che i risultati dell'attacco di Maruyama non erano ancora noti.

### Attacchi aerei e navali

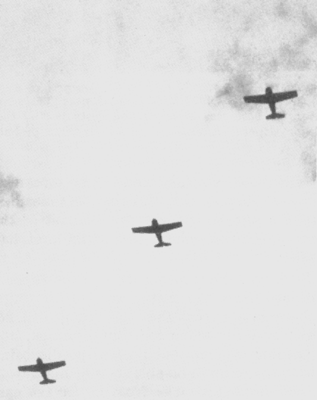
Dei F4F Wildcat decollano dalla base di Henderson per attaccare le forze giapponesi

L'8ª flotta preparò delle unità per sostenere l'attacco dell'esercito a Guadalcanal. Al ricevimento del messaggio di Hyakutake, dove veniva dichiarato il successo, alle 00:50 del 24 ottobre, le unità entrarono in azione. L'incrociatore leggero Sendai e tre cacciatorpediniere pattugliarono le acque occidentali dell'isola per interdire il passaggio ad eventuali navi alleate che si fossero avvicinate. Due unità d'assalto, la prima comprendente tre cacciatorpediniere e una seconda, costituita dall'incrociatore leggero Yura e cinque cacciatorpediniere si avvicinarono a Guadalcanal per attaccare qualunque nave nemica nei pressi delle coste settentrionali ed orientali, oltre a fornire supporto con i cannoni alle forze di Hyakutake.
La prima unità d'assalto giunse nei pressi di Lunga Point alle 10:14 e costrinsero due cacciatorpediniere statunitensi convertiti in cacciamine (la Zane e la Trevor), che avevano il compito di rifornire la base di Henderson con carburante per gli aerei, ad allontanarsi. Successivamente vennero avvistati ed affondati il rimorchiatore Seminole e il pattugliatore YP-284, prima di iniziare il bombardamento di Lunga Point. Alle 10:53, un cannone statunitense colpì e danneggiò un cacciatorpediniere, la Akatsuki. Le altre tre navi ripiegarono sotto il fuoco di quattro aerei Wildcat della CAF.
Mentre la seconda unità d'assalto si avvicinava a Guadalcanal attraverso lo stretto Indispensabile, venne attaccata da cinque bombardieri da picchiata SBD Dauntless della CAF. Le bombe causarono gravi danni alla Yura, e l'unità invertì la rotta tentando di fuggire. La Yura venne attaccata da altri aerei durante il resto della giornata, che la danneggiarono a un livello tale da non poter essere recuperata. L'incrociatore venne abbandonato ed affondò alle 21:00.
La base di Henderson venne colpita da 82 bombardieri e aerei da combattimento appartenenti all'11ª flotta aerea e alle portaerei Jun'yō e Hiyō. Gli attacchi durarono tutta la giornata, composti da sei ondate. Furono contrastati dagli aerei da combattimento della CAF e dai cannoni antiaerei dei marines. Al termine della giornata il Giappone perse 11 aerei da combattimento, 2 bombardieri e un aereo da ricognizione, e i relativi equipaggi. Gli USA persero due aerei da combattimento, ma entrambi i piloti sopravvissero. L'attacco aereo provocò solo danni leggeri alla base aerea e alle difese. I marines chiamarono quel giorno la "domenica della trincea", poiché i continui attacchi aerei, navali e dell'artiglieria costrinsero la maggior parte dei difensori a restare nelle trincee e nei rifugi per proteggersi tutto il giorno.

### Secondo attacco di Maruyama
Durante il 25 ottobre, gli Stati Uniti ridispiegarono e migliorarono le difese contro un attacco giapponese che era previsto in nottata. Ad ovest, Hanneken chiuse il varco. Lungo la parte meridionale del perimetro, le truppe di Puller e di Hall si riposizionarono. Gli uomini di Puller fortificarono 1 400 iarde (1 280 m) del settore occidentale e i soldati del 164° si occuparono del segmento orientale, lungo 1 100 iarde (1 006 m). Le riserve della divisione, il 3º battaglione, 2º reggimento marines, furono poste direttamente dietro le posizioni di Hall e di Puller.
Maruyama impiegò la sua riserva, il 16º reggimento fanteria, nell'ala sinistra di Nasu. A partire dalle 20:00 del 25 ottobre, per tutte le ore della mattina del giorno successivo, il 16° e i soldati sopravvissuti di Nasu condussero numerosi assalti frontali senza successo. Il fuoco di fucili, mitragliatori, mortai, artiglieria e cannoni anticarro da 37 mm dei marine fecero una carneficina dei soldati di Nasu. Il colonnello Toshiro Hiroyasu, comandante del 16°, la maggior parte dei suoi ufficiali e quattro comandanti di battaglione vennero uccisi negli assalti. Nasu venne ferito mortalmente da un colpo di fucile e perse la vita qualche ora dopo. Alcuni piccoli gruppi di soldati riuscirono a penetrare nelle difese dei marine, tra cui uno guidato dal Colonnello Furimiya, ma furono tutti rintracciati e uccisi nei giorni successivi. L'ala destra di Shoji non partecipò all'attacco, decidendo di rimanere sul posto e coprire il fianco destro di Nasu contro eventuali attacchi nell'area, che i marines non misero mai in pratica.

### Attacco di Oka

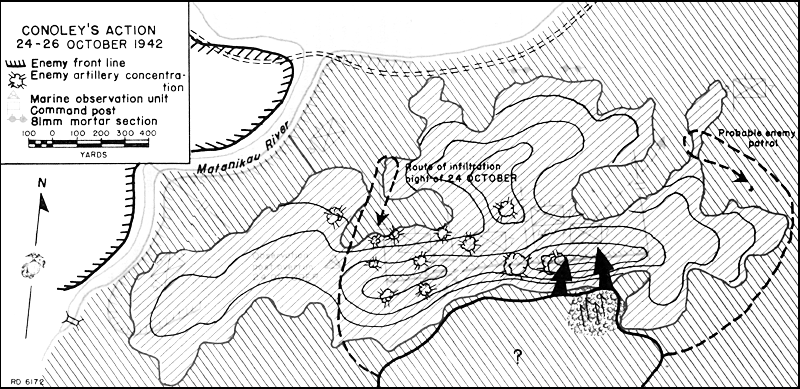
Mappa degli attacchi di Oka sulla cresta controllata dal battaglione di Hanneken

Alle 03:00 del 26 ottobre, l'unità di Oka riuscì infine a raggiungere ed attaccare i marines nei pressi di Matanikau. Le truppe di Oka assaltarono un crinale a forma di sella e disposto da est ad ovest, controllato dal battaglione di Hanneken. I giapponesi si concentrarono sulla compagnia F, che era a difesa dell'estremo fianco sinistro. Una sezione di mitragliatori, al comando di Mitchell Paige, uccise molti soldati nemici, ma il fuoco dei giapponesi ferì o uccise la maggior parte dei mitraglieri. Alle 05:00, il 3º battaglione, 4º fanteria di Oka riuscì a scalare il ripido pendio del crinale e spinse via il resto della compagnia F.
Il maggior Odell M. Conoley, ufficiale esecutivo del battaglione di Hanneken, raggruppò velocemente un'unità di contrattacco di 17 uomini, tra cui specialisti di comunicazioni, un cuoco e un membro della banda musicale. Ad essi si aggiunsero elementi delle compagnie G e C, alcuni sopravvissuti illesi della compagnia F. Il contrattacco colpì i giapponesi prima che potessero consolidare le loro posizioni sulla sommità del crinale. Alle 06:00, la forza di Conoley aveva respinto i giapponesi e ripreso il controllo del crinale. L'attacco di Oka ebbe termine. I marines contarono 98 corpi di soldati nemici sul crinale e altri 200 nella gola antistante. L'unità di Hanneken subì 14 perdite e 32 feriti..

## Epilogo

### Ritirata
Alle 08:00 del 26 ottobre Hyakutake annullò ogni ulteriore attacco ed ordinò alle sue forze di ritirarsi. Gli uomini di Maruyama recuperarono alcuni feriti nelle vicinanze delle linee statunitensi nella notte tra il 26 e il 27 ed iniziarono a ripiegare indietro nella giungla profonda. I marines recuperarono e seppellirono o cremarono più velocemente possibile i corpi dei soldati di Maruyama che giacevano davanti alle linee di Puller e di Hall. John E. Stannard, un soldato statunitense presente, descrisse così la scena dopo la battaglia:
Un soldato, camminando tra i corpi dei nemici, disse al suo compagno:

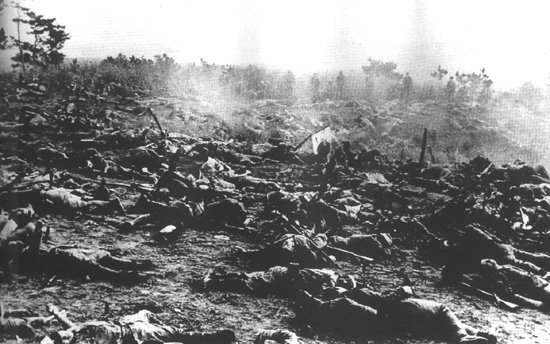
I corpi dei soldati giapponesi caduti del 16º e del 29º reggimento ricoprono il campo di battaglia dopo i falliti assalti del 25-26 ottobre

Fu ordinato ai sopravvissuti dell'ala sinistra di Maruyama di ritirarsi nell'area ad ovest del fiume Matanikau, e all'ala destra di Shoji di procedere a Koli Point, ad est del perimetro Lunga. I soldati dell'ala sinistra, che avevano terminato le razioni di cibo diversi giorni prima, iniziò a ritirarsi il 27 ottobre. Durante gli spostamenti molti soldati morirono a causa delle ferite e vennero sepolti lungo la strada Maruyama. Il luogotenente Keijiro Minegishi annotò nel suo diario:
I primi elementi della 2ª divisione raggiunsero il 4 novembre i quartier generali della 17ª armata nell'area di Kokumbona, ad ovest di Matanikau. Lo stesso giorno, l'unità di Shoji raggiunse Koli Point e si accampò. Decimati dalle morti in battaglia, dalle ferite in combattimento, dalla malnutrizione e dalle malattie tropicali, la 2ª divisione non fu in grado di compiere ulteriori azioni offensive e per il resto della campagna venne impiegata solo in azioni difensive. A novembre, le forze statunitensi scacciarono i soldati di Shoji da Koli Point nell'area di Kokumbuna, attraverso una pattuglia di marines delle dimensioni di un battaglione e impegnandoli lungo tutto il percorso. Solo 700 dei 3 000 soldati di Shoji riuscirono a giungere a Kokumbuna.

### Battaglia delle isole di Santa Cruz
Mentre le truppe di Hyakutake stavano attaccando il perimetro Lunga, le portaerei giapponesi e altre navi da guerra al comando di Isoroku Yamamoto si spostarono nei pressi delle Isole Salomone meridionali. Da questa posizione, le forze navali nipponiche sperarono di ingaggiare e sconfiggere qualunque nave Alleata (principalmente statunitense). Le portaerei alleate, ora al comando di William Halsey, che aveva sostituito Ghormley, speravano anch'esse di incontrare le navi giapponesi.
Le due forze si confrontarono nella mattinata del 26 ottobre. Dopo lo scambio degli attacchi aerei, le navi Alleate dovettero ritirarsi dall'area di battaglia con la perdita di una portaerei e il grave danneggiamento di un'altra. Anche le portaerei giapponesi furono costrette a ritirarsi per gravi perdite di aerei e relativi equipaggi. Nonostante il numero delle navi colpite fosse a favore del Giappone, la perdita di aviatori veterani e insostituibili costituì uno svantaggio strategico a lungo termine. Le perdite di aviatori statunitensi invece fu relativamente contenuta.

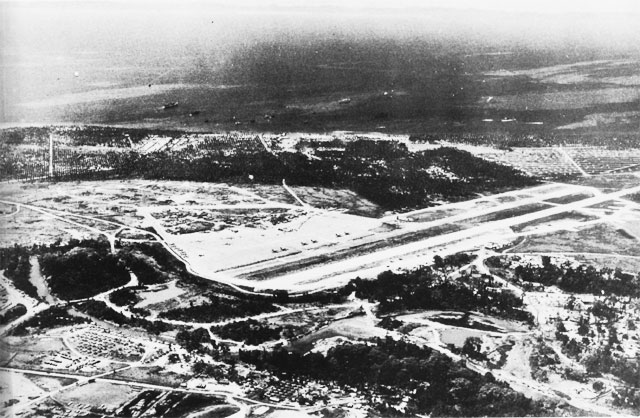
La base di Henderson nell'agosto 1944 dopo ulteriori espansioni che la resero una grande base aerea

### Eventi successivi
Anche se l'attacco dell'esercito nipponico venne decisamente respinto, i giapponesi non si decisero ad abbandonare gli sforzi per Guadalcanal. L'esercito e la marina imperiale pianificarono immediatamente lo spostamento del resto della 38ª divisione sull'isola, assieme alla 51ª divisione, per sferrare un'ulteriore offensiva contro la base di Henderson nel novembre 1942.
I giapponesi pianificarono nuovamente di bombardare la base di Henderson con le navi da battaglia, per permettere il passaggio di convogli per il trasporto delle truppe e di equipaggiamento pesante. A differenza di quello che avvenne il 14 ottobre, la marina statunitense si spostò per intercettare le navi da battaglia inviate da Truk per bombardare la base. Durante la conseguente battaglia navale di Guadalcanal (tra il 13 e il 5 novembre), le forze aeree e navali alleate respinsero due tentativi giapponesi di bombardare la base e distrussero quasi completamente il convoglio di navi da trasporto che stava trasportando la 38ª divisione. Dopo questo fallimento, i comandanti giapponesi infine riconobbero la sconfitta nella battaglia per Guadalcanal e attraverso l'Operazione Ke evacuarono la maggior parte delle truppe superstiti entro la prima settimana di febbraio 1943. Grazie a questi successi, gli Alleati continuarono la loro campagna contro il Giappone, che culminò nella sconfitta e il termine della seconda guerra mondiale.

### Ulteriori letture
- Jim Proser, Jerry Cutter, I'm Staying with My Boys..." The Heroic Life of Sgt. John Basilone, USMC, Lightbearer Communications Company, 2004, ISBN 0-9755461-0-4.
- Merrill B. Twining, No Bended Knee: The Battle for Guadalcanal, Novato, CA, USA, Presidio Press, 1996, ISBN 0-89141-826-1.
- Charles H. Walker, Combat Officer:  A Memoir of War in the South Pacific, New York, Presidio Press, 2004, ISBN 0-345-46385-4.